# Iskander Mirza
Syed Iskander Ali Mirza (Urdu: اسکندر مرزا), també conegut com a Iskander Mirza (13 de novembre de 1899 – 12 de novembre de 1969) va ser l'últim Governador General del Domini de Pakistan (6 d'octubre de 1955 - 23 de març de 1956) i el primer President de la República Islàmica de Pakistan, (23 de març de 1956 - 27 d'octubre de 1958), deposat per Muhammad Ayub Khan.